# 葵涌街道
葵涌街道是中国广东省深圳市龙岗区大鹏新区下辖街道，位于龙岗区东南部。辖区总面积103.9平方公里，下辖9个社区。常住人口10万人，其中户籍人口1.08万人。

## 行政区划
下辖以下地区：
葵涌社区、葵新社区、三溪社区、高源社区、土洋社区、溪涌社区、坝光社区、官湖社区和葵丰社区。
下辖以下村落：
天寮沙、溪冲村、上洞村、土洋村、洞背村。

## 地理
辖区内有海岸山山脈。